# Брат Джонатан

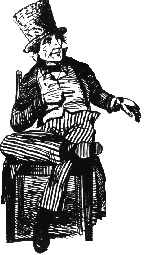
Рисунок Томаса Нафта.

Брат Джонатан (англ. Brother Jonathan) — персонаж фольклора США, созданный в период Войны за независимость (1776—1783) и являющийся персонификацией Новой Англии.
В политических карикатурах и патриотических плакатах за пределами Новой Англии персонаж обычно изображался одетым в полосатые брюки, тёмное пальто и шляпу-цилиндр.
Образ Брата Джонатана предположительно происходит от Джонатана Трамбала (1710—1785), губернатора Коннектикута, соратника Джорджа Вашингтона во время Войны за независимость и одного из главных снабженцев армии патриотов. Якобы Джордж Вашингтон, когда ему задавали трудные вопросы о военных перспективах, говорил «Я должен посоветоваться с Братом Джонатаном». Однако данная теория сомнительна, так как ни один современник Вашингтона и Трамбала не упоминает о подобном, сама же данная версия впервые встречается в письменных источниках середины XIX века, то есть значительно позже смерти обоих.
Образ Брата Джонатана пользовался значительной популярностью среди американцев Новой Англии в период с 1783 по 1815 год, когда и стал персонификацией данной местности. Во время войны 1812 года возник образ Дяди Сэма, который начал активно появляться в газетах в 1813—1815 годах и в скором времени вытеснил образ Брата Джонатана, который тем не менее в Новой Англии пользуется популярностью до сих пор.
Этим именем был назван один из паровозов, а также американский корабль.